# Георгиос Буковалас
Георгиос Буковалас (на гръцки: Γεώργιος Μπουκουβάλας) е гръцки учен и просветен деец.

## Биография
Буковалас е роден през 1864 година в град Месолонги. Работи като учител. Директор е на училището Амбетиу в Кайро. В 1900/1901 година е директор на Солунската гръцка мъжка гимназия.
Превежда и коментира древногръцките автори. Автор е на книга за българските македонски диалекти „Езикът на българогласните от Македония“, в която се опитва да докаже, че „българогласните“ в Македония говорят гръцки с елементи на български.

## Трудове
- Γ. Μπουκουβάλας, Η γλώσσα των εν Μακεδονία βουλγαροφώνων, Εν Καΐρω, 1905.
- Μπουκουβάλας Γ. «Περί της διδασκαλίας αρχαίων ελληνικών δραμάτων επί της σημερινής σκηνής», Παρνασσός, Τόμ. 15, Αρ. 6 (1893)
- Μπουκουβάλας, Γ. Α., Ἠθικὰ ἐκ τῶν τοῦ Πλουτάρχου, Ἐν Ἀθήναις, 1904, 84 σ.[неработеща препратка]
- Μπουκουβάλας, Γ. Α., «Περὶ ταφῆς τῶν νεκρῶν παρ' Ἕλλησι», Πλάτων, 12, 4-5-6 (1890), σσ. 142 – 153.[неработеща препратка]